# Vishwananda
Vishwananda (nacido Mahadeosingh 'Visham' Komalram en 1978), conocido por sus seguidores como Paramahamsa Sri Swami Vishwananda, es un líder religioso neohindú mauriciano. Es el fundador de Bhakti Marga, una organización neohindú que tiene ashrams y templos en muchos países. Vive en Alemania, donde tiene su ashram principal en el pequeño pueblo de Springen (Heidenrod), en el Taunus, y enseña su propia versión de kriyā yoga, llamada Atma Kriya Yoga.
A finales de 2022, Bhakti Marga contaba con unos 10.000 seguidores y entre 30 y 50 ashrams en todo el mundo. A finales de 2023, Vishwananda contaba con unos 50.000 seguidores, entre los que se incluyen 450 Brahmacharis (Monje Hindu) masculinos y femeninos iniciados, así como 50 Swamis (Renunciantes) y Rishis (Sabios) masculinos y femeninos. Todos ellos han hecho voto de renunciar a todo lo material, seguir el principio de no violencia y concentrarse plenamente en lo divino. La orden está arraigada en la tradición cultural de la India y se considera una rama del sanatana-dharma, una "religión eterna".
En noviembre de 2023, la CNN lo calificó como uno de los gurús espirituales más conocidos del mundo.

## Vida
Vishwananda nació el 13 de junio de 1978 en el seno de una familia hindú brahmánica (originaria de Bihar) en Beau Bassin-Rose Hill, Mauricio. Según informes de familiares, Vishwananda tenía una especial inclinación espiritual ya en su infancia y juventud. En lugar de jugar, prefería rezar y visitar lugares sagrados. Supuestamente, a la edad de cinco años tuvo una aparición mientras estaba en el hospital de Mahavatar Babaji, a quien reconoció como su gurú personal.
A Vishwananda le encantaba pasar el tiempo cantando canciones religiosas, lo que inspiraba a sus amigos de la infancia a participar en el culto religioso. A los 14 años experimentó por primera vez el samadhi, un profundo estado yóguico meditativo de inmersión total. En 1994, a los 16 años, abandonó la escuela y comenzó a viajar por la India y Kenia. A los 19, visitó Europa por primera vez, donde dice que se le apareció la Diosa madre y "le pidió que se estableciera en Europa". Muchos buscadores espirituales empezaron a acudir a él "en busca de consejo y bendiciones".
Cuando tenía unos 20 años, Vishwananda entró en contacto con turistas europeos. Desde 1998 fue invitado a Suiza e Inglaterra, y más tarde a Alemania, Polonia, Sudáfrica, Portugal y otros países donde Bhakti Marga tiene ahora centros más pequeños. Cada vez más seguidores empezaron a reunirse en torno al aparentemente carismático Vishwananda durante los darshans. Durante estos actos se cantan Bhajans, el gurú da conferencias y toca a sus seguidores en el tercer ojo como forma de shaktipat y distribuye vibhuti.
En 2001, Vishwananda comenzó a dar bendiciones (Dárshana), que sigue dando hasta hoy. En 2004, a la edad de 26 años, abrió su primer Áshram en Alemania, en el pequeño pueblo de Steffenshof.
En 2004, adquirió una propiedad en la pequeña localidad de Steffenshof, en Hunsrück (Renania-Palatinado), y la amplió para convertirla en un ashram. Allí, en julio de 2005, fundó la organización Bhakti Marga.

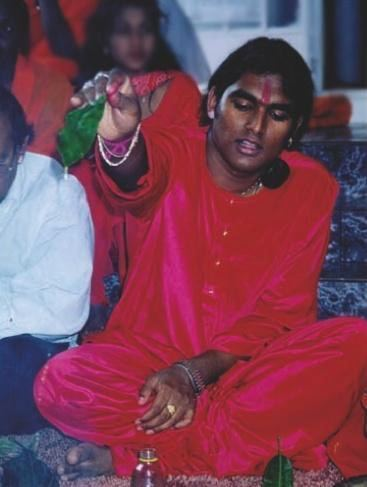
Vishwananda joven, ocupado en oraciones

En 2006, Vishwananda inició al primer grupo de monjes y monjas hindúes llamados brahmacharis y brahmacharinis, y en 2008 inició a los primeros líderes religiosos del movimiento llamados swamis y swaminis.

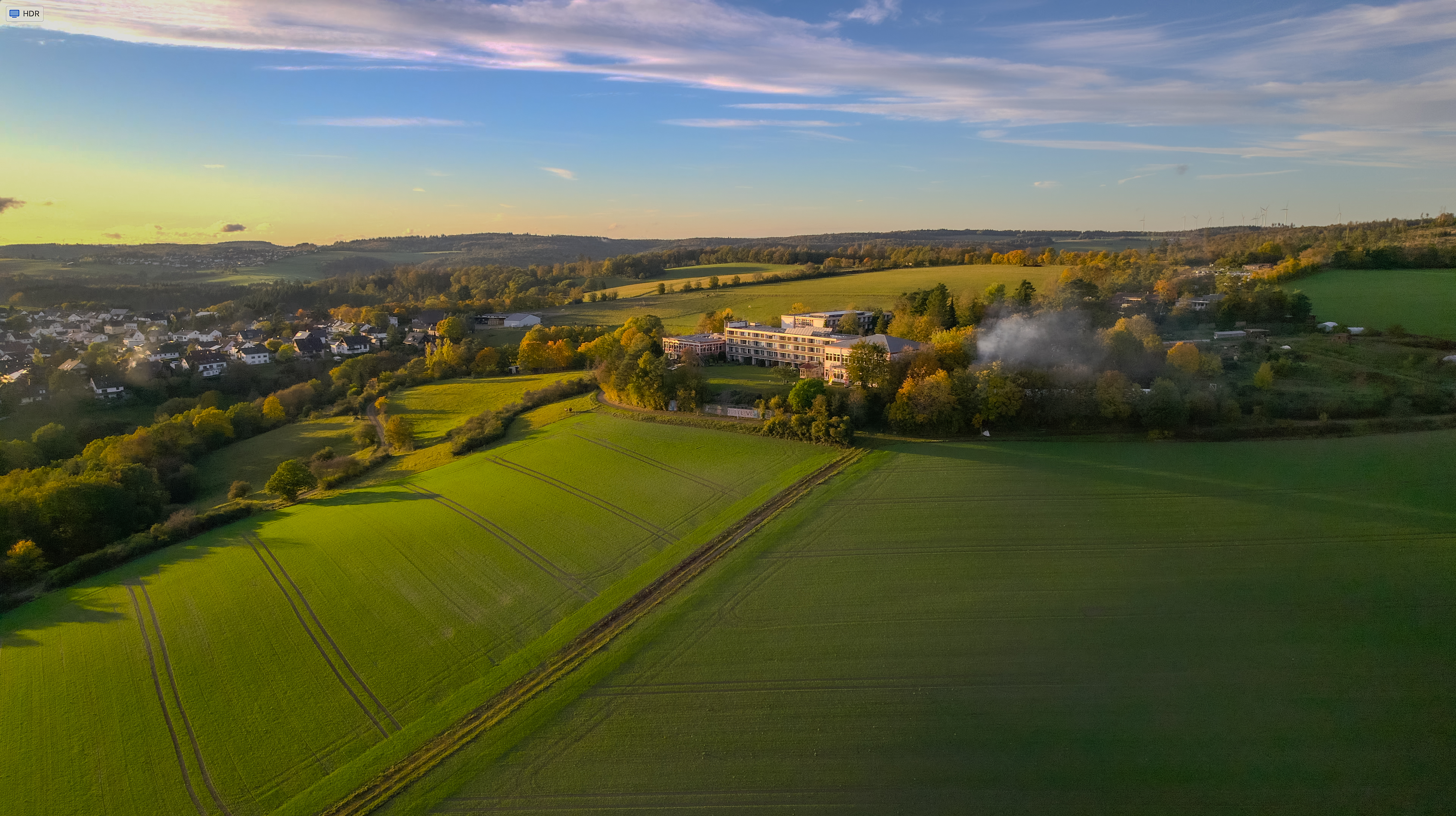
Shree Peetha Nilaya - El Ashram, Bhakti Marga, Alemania

En 2008 adquirió la antigua casa de conferencias y seminarios del sindicato «ver.di» en Springen, una propiedad más grande cerca de la zona Rin-Meno. Inauguró otro ashram en Alemania, Shree Peetha Nilaya, situado en el pequeño pueblo de Springen, cerca de Fráncfort. Este ashram estaba dedicado principalmente al aspecto divino de Lakshmi Narayana, y posteriormente se amplió para incluir nuevos templos dedicados a Narasinja, Rama, Radhe Krishna, Mahavatar Babaji y Rāmānuja Āchārya.
En 2013, durante el Kumbhamela, medió personalmente entre visnuismo y shivaísmo. En 2014, abrió un nuevo ashram en honor del dios Rama en Riga (Letonia), dirigido por Swami Sharada, y bautizó el templo con el nombre de Satchitananda Vigraha Ramachandra.
En 2015, fundó el Just Love Festival, un festival internacional de música hindú y comida vegana dedicado a "promover el amor y la positividad en la sociedad".
En septiembre de 2015, Nirmohi Akhada le concedió el título de Mahamandaleshwara, siendo el primer gurú fuera de la India en recibirlo.
El 11 de julio de 2015, se entregó a Swami Vishwananda un poste de la paz y un certificado por sus destacados logros en favor de la paz mundial durante los últimos 20 años. Swami Vishwananda, según dice, "ayuda a la gente a conectar elementos de la espiritualidad oriental con elementos de la tradición espiritual occidental, lo que da a la gente acceso a una experiencia muy personal con lo Divino, independientemente de la cultura, el género o la edad".
El 2 de julio de 2016 recibió el premio Bharat Gaurav, que distingue a ciudadanos indios con personalidades emblemáticas y logros notables. Aquellos que siempre animan y capacitan a cada uno para convertirse en el próximo ídolo del mañana.
En diciembre de 2016, experimentando un rápido crecimiento en su misión, viajó a la India con un grupo de swamis y swaminis para inaugurar su nuevo ashram, Shree Giridhar Dham en Vrindavan, India. El ashram está dedicado a la diosa Iamí Rajá y al dios Krishna Giridhari.
El 24 de julio de 2021 fundó la Hari Bhakta Sampradaya, una orden enraizada en la tradición cultural de la India que se considera una rama del sanatana-dharma, una "religión eterna".
En agosto de 2021, Vishwananda abrió otro ashram en Alemania, Sri Vitthal Dham, situado en un hotel junto a un lago en Reimboldshausen, Kirchheim.
En 2022, Vishwananda fue galardonado con el premio "Gurú revolucionario 2022" de la revista Start Up India, junto con otras destacadas personalidades.

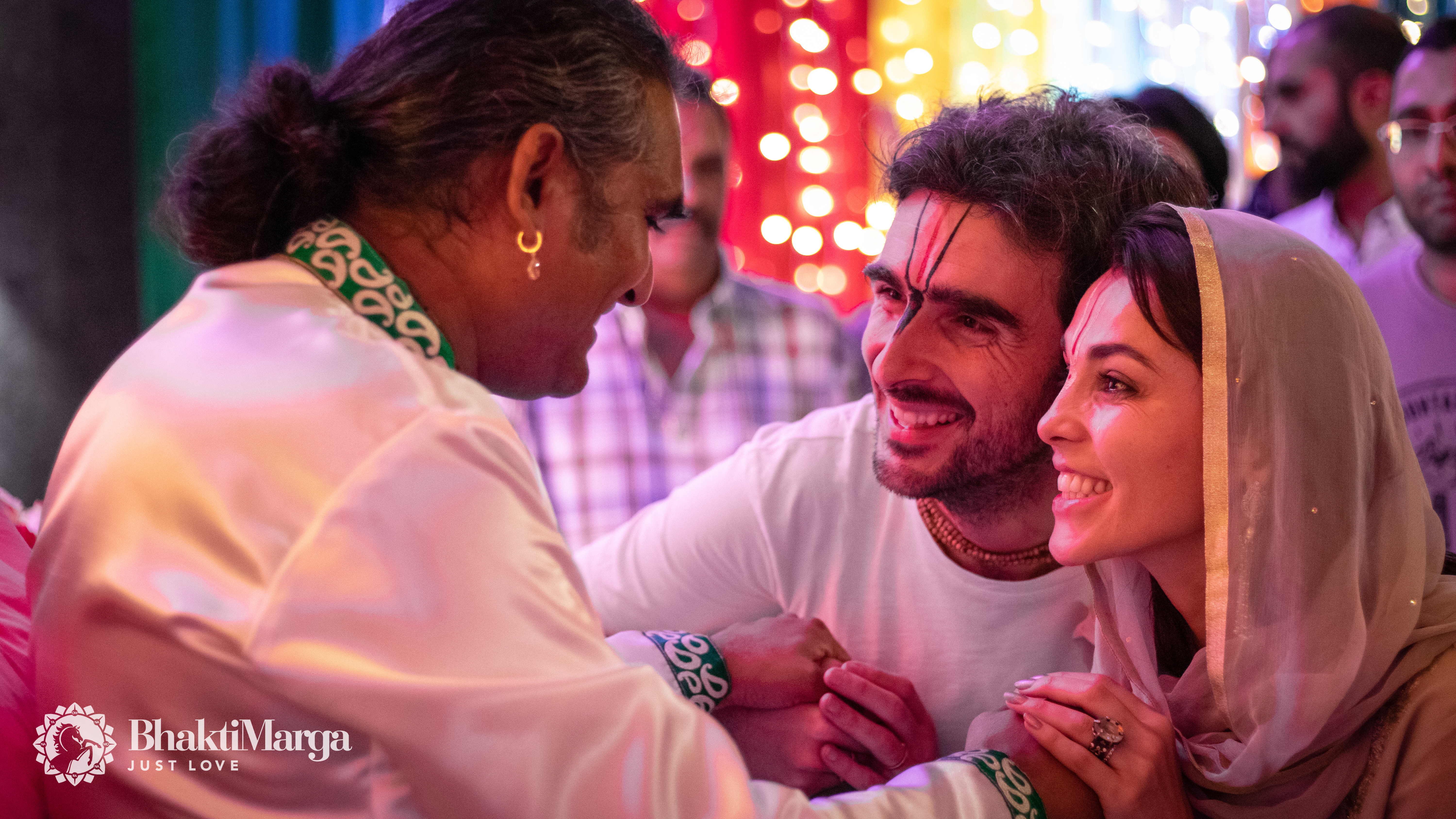
Gira por Sudáfrica 2019 - Paramahamsa Vishwananda

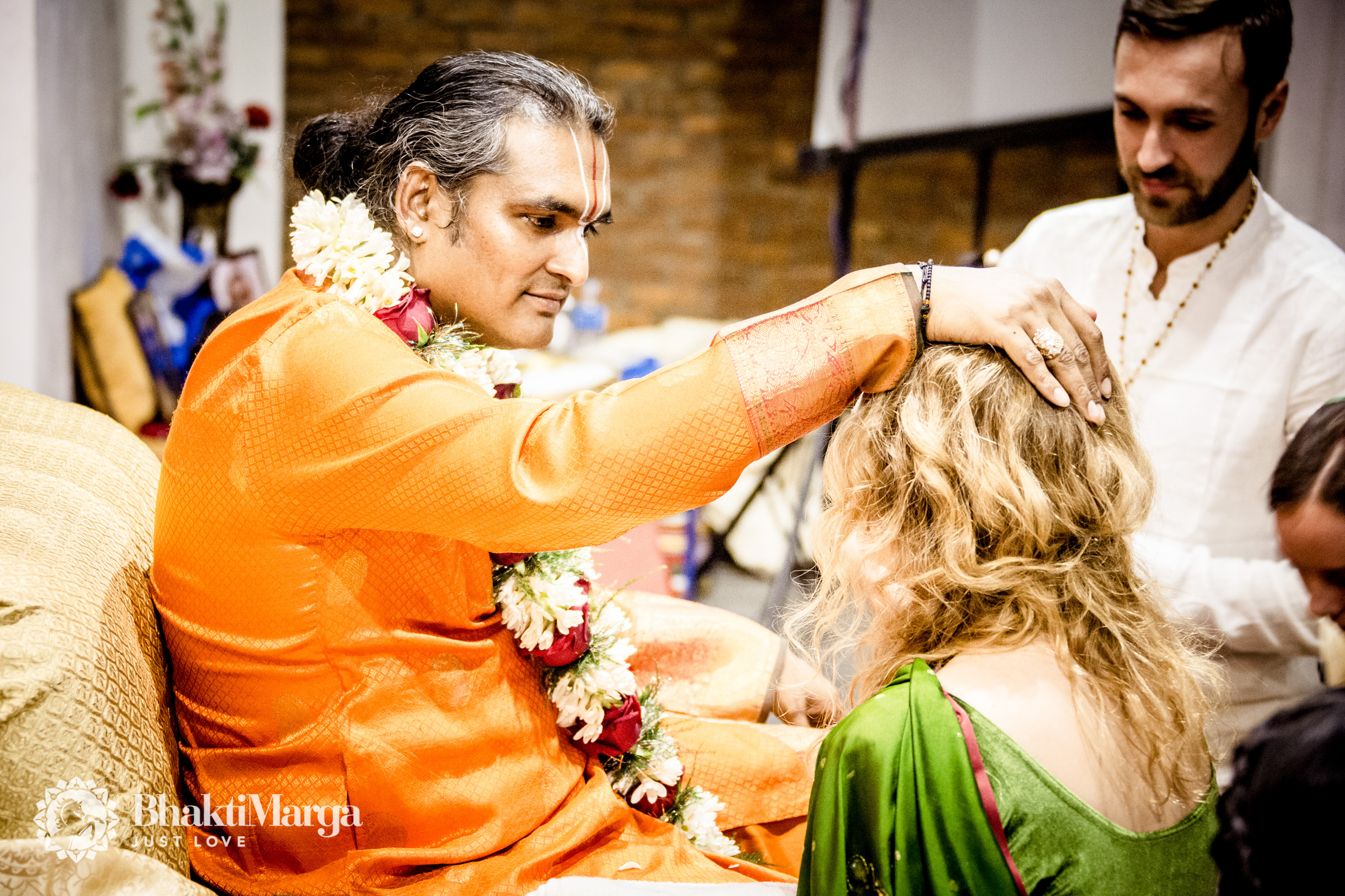
Peregrinación de las Nueve Diosas 2018 - Paramahamsa Vishwananda

En 2023, diversos periódicos informan de viajes de Vishwanandas por todo el mundo en los que da «darshans» (bendiciones) a miles de personas. Los periódicos de España y Eslovenia, por ejemplo, informan de darshans con más de 2000 personas. Heike Kiefer, una agente de viajes suiza que organiza eventos de Vishwanandas desde 2002, informa de que ha realizado 331 darshans en 46 países y 220 ciudades, y ha proporcionado bendiciones a más de 133.000 personas.

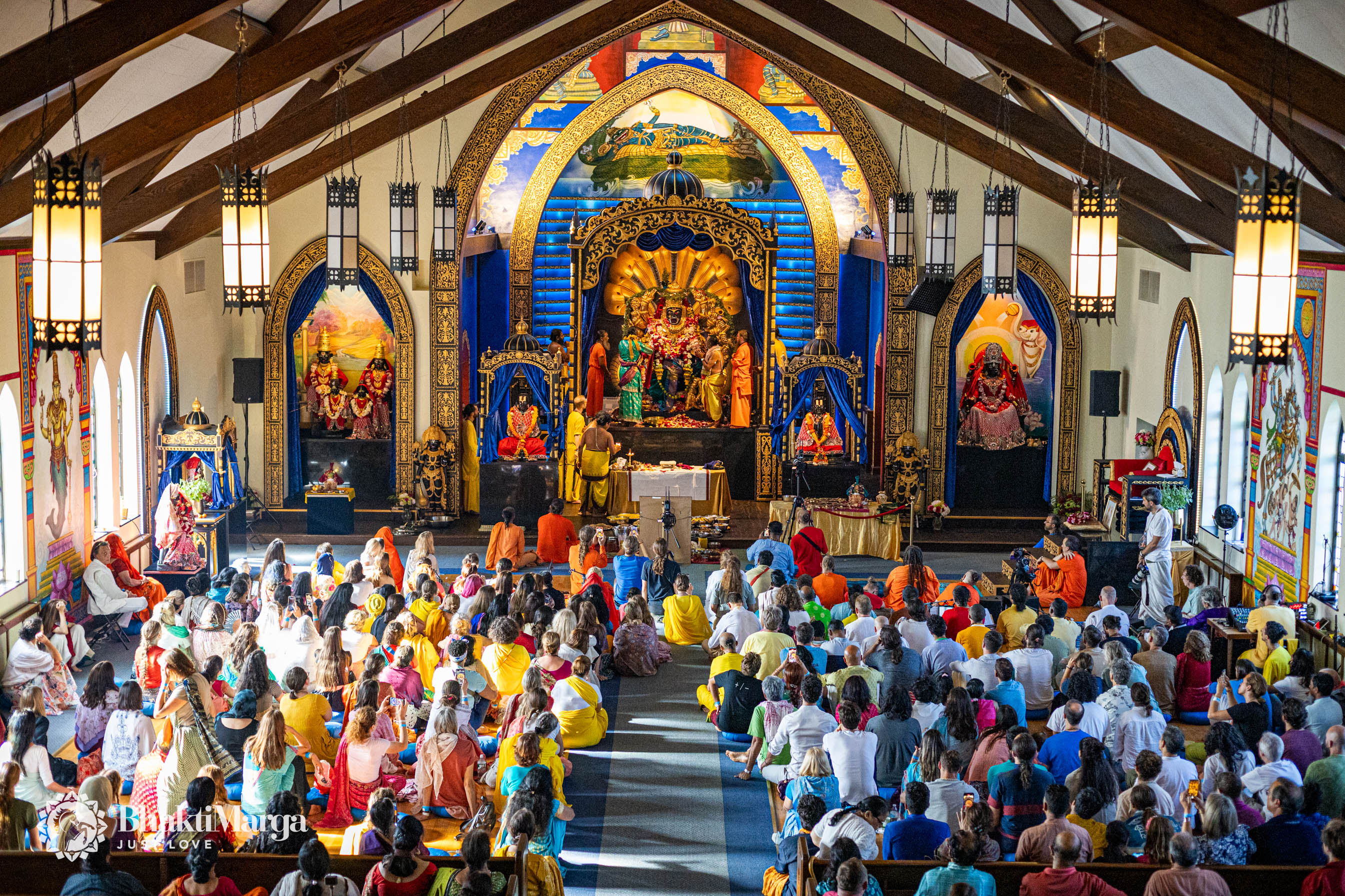
Inauguración del templo Paranitya Narasimha, Elmira Nueva York 2023

El 3 de septiembre de 2023, en Elmira, Nueva York, Vishwananda inauguró el templo y ashram Paranitya Narasimha.

## Milagros
Rui Patrício, el célebre portero portugués, atribuye un notable punto de inflexión en su carrera a la práctica del Atma Kriyā yoga, enseñado por el maestro espiritual Paramahamsa Vishwananda. Antes de la victoria de Portugal en la Eurocopa 2016, Patrício se enfrentaba a intensos retos personales y profesionales. Acudió al ashram de Vishwananda en Alemania, donde se inició en el Atma Kriyā yoga. Con la práctica regular, Patrício experimentó cambios rápidos y profundos en su concentración, resistencia y claridad mental, lo que le permitió desempeñar un papel fundamental en la victoria de Portugal. Su historia se describe a menudo como un milagro del poder transformador de la práctica espiritual, que demuestra cómo la dedicación al bienestar interior puede repercutir positivamente en el rendimiento sobre el terreno.

## Filosofía
Las enseñanzas de Vishwananda se basan en la idea de que Dios es uno y personal: se le puede llamar por diferentes nombres y referirse a Él por las diferentes formas que adopta en diferentes momentos, según la "relación religiosa única que uno construye con Él". Esta enseñanza insta a las personas a trascender las fronteras y divisiones arbitrarias asociadas a las tradiciones religiosas y culturales y a buscar la comunión con la Divinidad. También afirma que la forma más elevada de Dios es el Amor, y el nombre de esta forma es Narayana. Como parte de sus enseñanzas, Vishwananda celebra charlas espirituales conocidas como satsangs.
Para Vishwananda, la religión hindú es abierta y abarca todos los caminos del mundo. Se basa en el yoga, que significa la unión del alma con lo divino. Abarca todas las formas de realizar esa unión. No pretende tener una única verdad, sino que habla de la existencia de que hay una verdad, muchos maestros y cada uno de ellos muestra esa verdad de una manera diferente.

### Tradición y orden espiritual
El 24 de julio de 2021, durante la séptima edición del "Just Love Festival", Vishwananda anunció la fundación de su propia sampradaya llamada Hari Bhakta Sampradaya. Aunque Paramahamsa Vishwananda había estado propagando en general las enseñanzas y prácticas de Rāmānuja Āchārya desde su iniciación (Diksha) en la Sri Sampradaya, se introdujeron muchos otros enfoques y actividades de otras fuentes, incluso del propio Vishwananda. En este contexto, la comunidad Bhakti Marga subrayó: "Gran parte de lo que los devotos han aprendido y practicado permanece inalterado. Sin embargo, tener nuestra propia sampradaya significa que somos independientes de cualquier otro movimiento o tradición. Todas nuestras creencias filosóficas, rituales, reglas y sadhana espiritual están exclusivamente respaldadas y alineadas con Gurú y sus enseñanzas".
El Hari Bhakta Sampradaya es un sistema religioso de tradiciones que enfatiza 4 brazos de devoción basados en rituales, música, conocimiento y artes, y se define como "el camino para aquellos que aman a Dios".
Vishwananda, como acharya fundador de la Hari Bhakta Sampradaya, dirige iniciaciones para monjes (brahmacharis) y monjas (brahmacharinis), rishis y rishikas, swamis y swaminis. Cada nivel de iniciación requiere un estilo de vida y/o una función específicos. Los rishis y swamis deben transmitir las enseñanzas de Krishna y Paramahamsa Vishwananda. Los swamis son también sus representantes, que llevan sus bendiciones a otros países. La primera iniciación de brahmachari tuvo lugar en 2005 y la de swami en 2008. En la actualidad, el movimiento cuenta con 32 swamis y swaminis, 16 rishis y rishikas, y 350 brahmacharis y brahmacharinis.

## Bhakti Marga
Paramahamsa Vishwananda es el fundador de la organización vaishnava Bhakti Marga, creada en 2005.

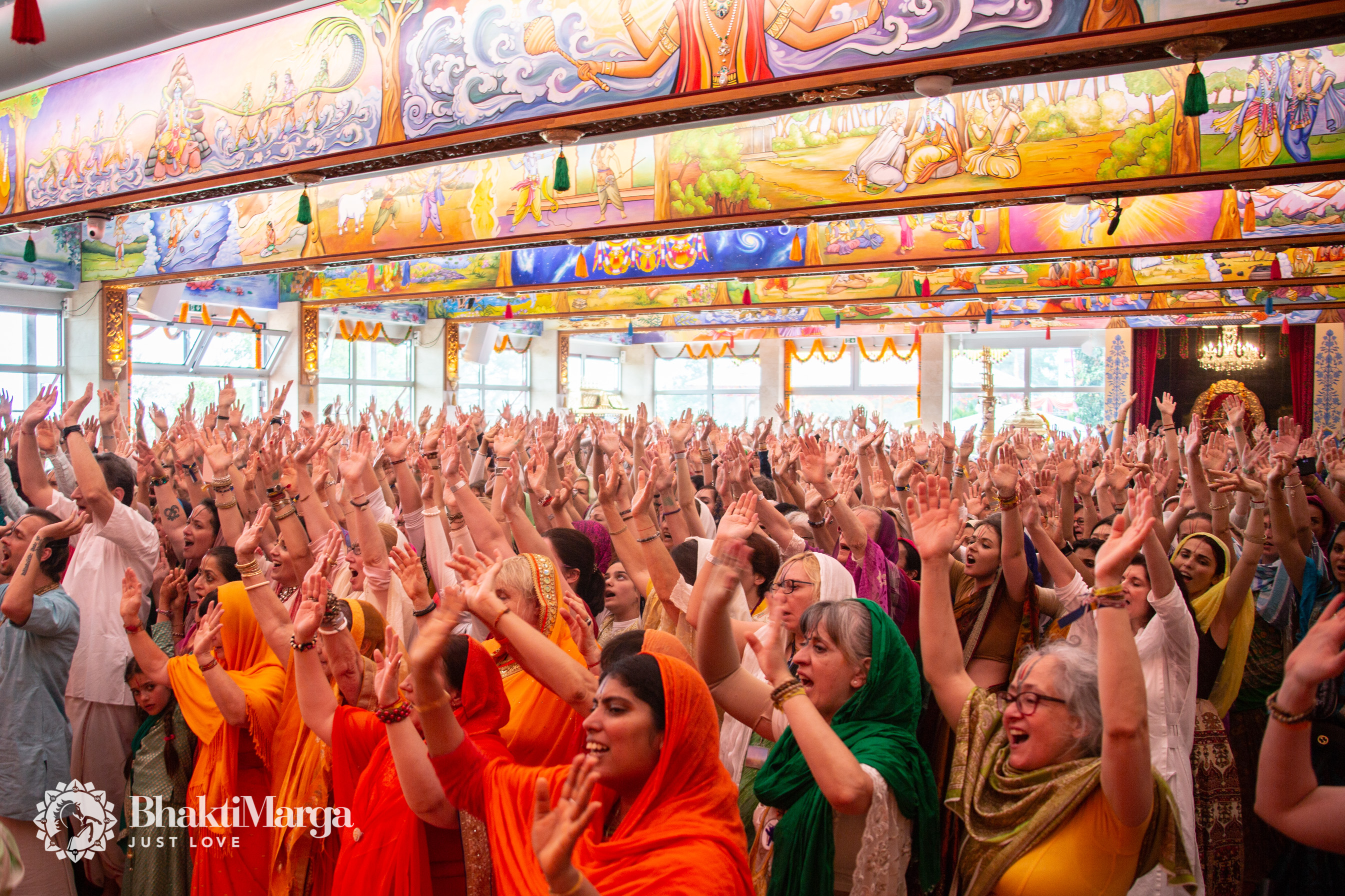
Día 4 - Inauguración de Bhutabhrteshwarnath Mandir - Paramahamsa Vishwananda

### Comunidad monástica y no monástica
El núcleo de la comunidad está formado por personas casadas (grihasthas) y monjes y monjas (brahmacharis y brahmacharinis). Suelen residir en ashrams y comunidades, aunque también hay devotos y seguidores dispersos por todo el mundo. La comunidad realiza prácticas como la meditación y la oración en común. Según Vishwananda, tanto si se es monje como familiar, es importante dirigir la atención a Dios.

### Templos y ashrams
Vishwananda ha establecido numerosos templos y ashrams en todo el mundo, así como grupos de Bhakti Marga en más de 80 países. Los ashrams son centros espirituales donde se practican diversos aspectos del yoga y la "devoción a lo Divino", así como una vida de renuncia. Los ashrams fundados por Vishwananda sirven de lugar de prácticas espirituales. La mayoría de los festivales hindúes se celebran en los ashrams. Suelen estar situados en lugares apartados y tranquilos, lo que permite a los visitantes sumergirse en la meditación y la contemplación. En los templos Bhakti Marga se cantan a diario oraciones y mantras en sánscrito. Cada ashram de Bhakti Marga tiene al menos un templo, que contiene varias deidades. El ashram principal es Shree Peetha Nilaya, en Taunus, Hesse, Alemania. En 2023, la comunidad Bhakti Marga contaba con 14 ashrams establecidos y en funcionamiento en todo el mundo, y 3 en desarrollo. También hay 41 templos en funcionamiento y 6 en construcción.

### Peregrinaciones
Desde 2006, Vishwananda ha realizado 69 peregrinaciones a diversos lugares sagrados, como la India, Europa y África.

### Just Love Festival

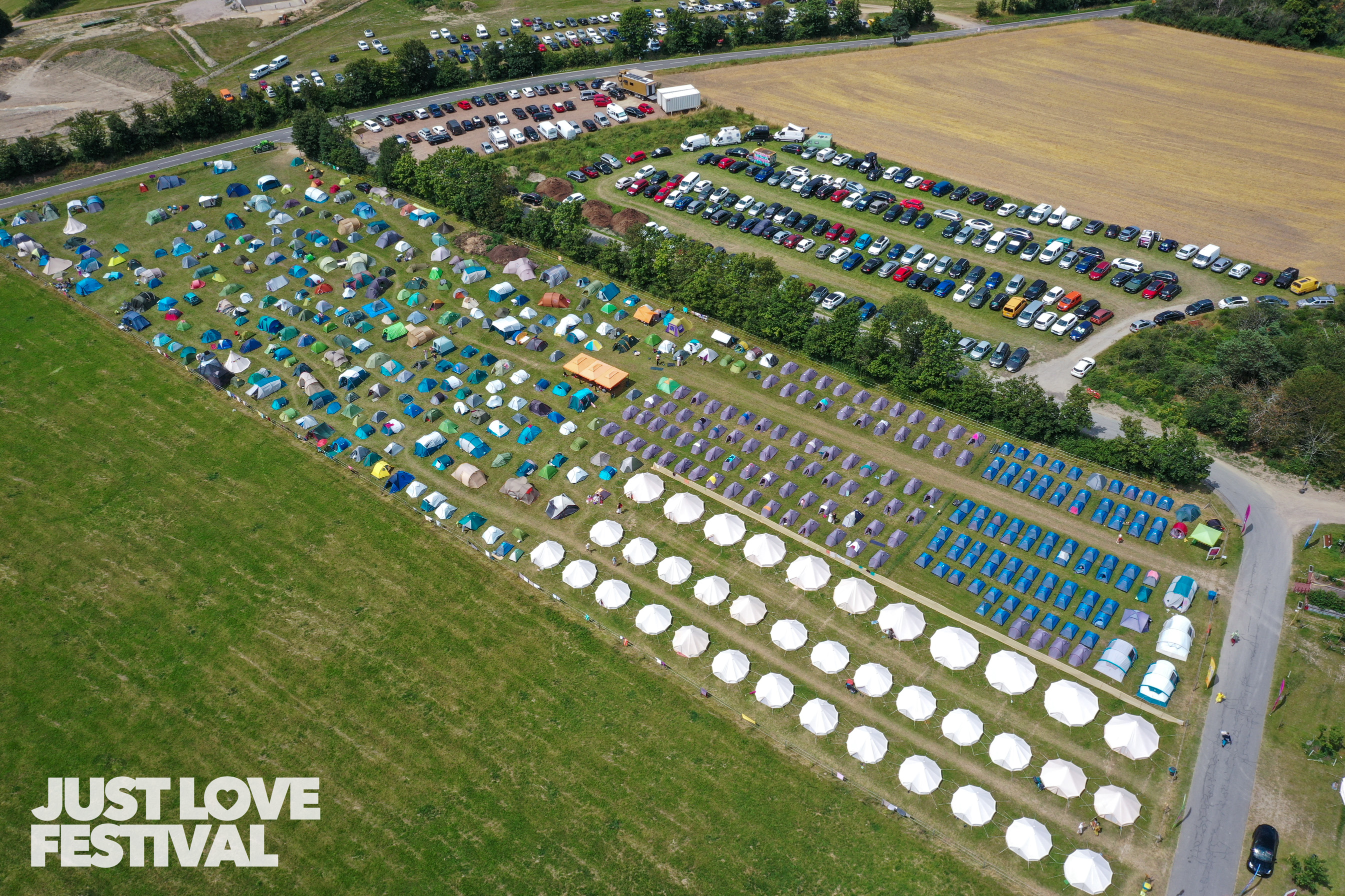
Just Love Festival - Día 2

"Just Love Festival" es un festival hindú organizado por el movimiento Bhakti Marga, dedicado a la "positividad y elevación" y a la "conexión con lo divino". El festival se fundó en 2015 y se celebra anualmente en Sri Pita Nilaya (Alemania), el principal ashram de Bhakti Marga. La duración del festival varía de tres a diez días. El festival Just Love presenta grupos musicales que representan diversos géneros de música espiritual. Las actuaciones consisten principalmente en bhajans y kirtans (canciones religiosas tradicionales), pero con interpretaciones únicas que incorporan diferentes estilos musicales.

## Técnicas espirituales

### Atma Kriya Yoga
El Atma Kriya Yoga, una forma de Kriya introducida por Paramahamsa Vishwananda, hace hincapié en la conciencia interior y el amor a través de la integración de estas prácticas, ayudando a los buscadores modernos a conectar con su esencia espiritual. "Atma kriya" significa hacer todo con la realización del Atman. En esta realización, te das cuenta de la unidad de todo y de tu unidad con Dios mismo".

### Japa
Vishwananda pide a sus seguidores que canten 1 hora de mantra (Japa) al día: Los mantras utilizados por los seguidores y devotos de Vishwananda son «om namo narayanaya» y sri vitthala giridhari parabrahmane namah". 

### Cantos OM
Recitación repetitiva del sonido sagrado OM. Método de meditación colectiva centrado en el canto del sonido OM. Como mantra de meditación y concentración, las personas suelen adoptar una postura meditativa, cerrar los ojos y sumergirse en la resonancia del mantra OM. Los participantes forman dos círculos. Los del círculo exterior miran hacia dentro, mientras que los del círculo interior miran hacia fuera. El canto colectivo del OM dura entre 30 y 45 minutos, durante los cuales los participantes cambian de postura dos veces, lo que facilita la inclusión de todos en el círculo interior.

### Babaji Surya-Namaskara
"Surya-namaskara" es un conjunto de ejercicios de yoga que combinan asanas con un orden específico de inhalación y exhalación (pranayama), así como mantras y meditación. Vishwananda añadió el prefijo "Babaji" al nombre para distinguirlo de otras prácticas "Surya-namaskar". Según él, el «Babaji Surya-namaskara» no se parece a ningún otro «Surya-namaskar», ya que es una combinación del saludo al sol y el saludo a la luna ("Chandra-namaskara") y forma parte de las técnicas de Atma Kriya Yoga impartidas por su gurú, Mahavatar Babaji.

### Mudra
Hay 2 niveles de cursos de Mudras. Según Vishwananda, son técnicas de yoga muy sencillas pero poderosas. Trabajan con la energía que ya tenemos en nuestro interior. Nos purifican y cultivan cualidades que necesitamos en el momento. Muchos de ellos corresponden a ciertas deidades o mantras.
Mudra significa "gesto, marca o sello". Otro significado de la palabra mudra tiene sus raíces en el sánscrito. La palabra «Mudrave» significa "hacer surgir la luz interior". En otras palabras, un mudra es un gesto que manifiesta la luz interior. Algunos mudras incorporan todo el cuerpo, pero la mayoría se realizan con las manos y los dedos. Por eso también se conocen como "Yoga para manos".